# Associazione Calcio Turris 1975-1976
Questa pagina raccoglie le informazioni riguardanti l'Associazione Polisportiva Turris nelle competizioni ufficiali della stagione 1975-1976.

## Rosa
| N. |                   | Ruolo | Calciatore              |
| -- | ----------------- | ----- | ----------------------- |
|    | Italia (bandiera) | P     | Alberto Bertonelli      |
|    | Italia (bandiera) | C     | Luciano Bruno           |
|    | Italia (bandiera) | A     | Giuseppe Buonanno       |
|    | Italia (bandiera) | D     | Giovanni D'Agostino     |
|    | Italia (bandiera) | C     | Gianfranco Delle Donne  |
|    | Italia (bandiera) | D     | Dino Fedi               |
|    | Italia (bandiera) | C     | Amedeo Fiorillo Manunta |
|    | Italia (bandiera) | A     | Cesare Antonio Iacono   |
|    | Italia (bandiera) | P     | Crescenzo Izzo          |
|    | Italia (bandiera) | C     | Carmelo La Rocca        |

| N. |                   | Ruolo | Calciatore         |
| -- | ----------------- | ----- | ------------------ |
|    | Italia (bandiera) | A     | Remo Luzi          |
|    | Italia (bandiera) | D     | Lionello Maianti   |
|    | Italia (bandiera) | C     | Nicola Mavelli     |
|    | Italia (bandiera) | C     | Giuseppe Palazzese |
|    | Italia (bandiera) | A     | Tiziano Panozzo    |
|    | Italia (bandiera) | C     | Viscardo Porcari   |
|    | Italia (bandiera) | D     | Luigi Sanzone      |
|    | Italia (bandiera) | C     | Gaetano Scalia     |
|    | Italia (bandiera) | P     | Vincenzo Strino    |
|    | Italia (bandiera) | D     | Pasquale Zinno     |